# Ceratiscada doto
Ceratiscada doto är en fjärilsart som beskrevs av Jacob Hübner 1806. Ceratiscada doto ingår i släktet Ceratiscada och familjen praktfjärilar. Inga underarter finns listade i Catalogue of Life.